# Stig Gunne
Stig Elof Gunne, född den 4 november 1912 i Göteborg, död där den 4 mars 2013, var en svensk ämbetsman och politiker. Gunne var under många år en av de ledande företrädarna för Moderaterna i Göteborg, bland annat som medlem i kommunstyrelsen 1958–1982. 
Gunne avlade examen vid Göteborgs handelsläroverk 1930. Han var anställd vid Göteborgs handelsbank 1930-1932 och vid mantalskontoret i Göteborg från 1932. Gunne blev uppbördskommissarie vid uppbördsverket 1947, byråchef där 1957 och var Göteborgs stads inköpskommissarie 1966-1977. 
Gunne lämnade Moderaterna 2008.
Han var i sitt andra äktenskap gift med Stina Wallerius. Han är begravd tillsammans med sina båda hustrur på Västra kyrkogården i Göteborg.

## Utmärkelser
- Kommendör av Vasaorden, 6 juni 1974.[2]